# رادیوسنترال
رادیوسنترال یک ایستگاه رادیویی «زیرزمینی» بلژیکی در مرکز شهر قدیمی آنتورپ است. در ۳۱ اکتبر ۱۹۸۰ به عنوان یکی از اولین ایستگاه‌های رادیویی دزدان دریایی که در سراسر کشور در اعتراض به انحصار پخش شبکه‌های دولتی ملی شروع به پخش کرد. این همیشه یک پروژه رادیویی مستقل با برنامه‌های تجربی و موسیقی خاص بوده و هست. این ایستگاه به عنوان یک سازمان غیرانتفاعی تشکیل شده‌است. مشارکت کنندگان همه داوطلب هستند و تمام استعدادهای روی هوا سرمایه‌گذاری را تأمین می‌کنند و هزینه‌های جاری پروژه را پوشش می‌دهند. به این ترتیب Radio Centraal می‌تواند از دولت محلی یا حامیان تجاری مستقل بماند. بیشتر برنامه‌نویسی به زبان هلندی است، اما برنامه‌های زیادی به زبان انگلیسی و سایر زبان‌ها وجود دارد. این ایستگاه یک پلت فرم شروع را برای پخش کنندگان رادیویی مشتاق، جاه طلب و خلاق ارائه می‌دهد که مجوز آزمایش در صدا، سرمقاله، موسیقی، گزارش و زبان را دارند. چندین نفر در رسانه ملی بلژیک به فعالیت پرداخته‌اند. اعضای اصلی بنیانگذار مانند Jan Balliauw و Stefan Blommaert اکنون در تلویزیون VRT به عنوان خبرنگار بین‌المللی کار می‌کنند.
از آنجایی که استودیو نزدیک به استین در بلوار روبه‌روی رودخانه قرار دارد، می‌توان گفت که Radio Centraal انگشتانش را روی نبض یک شهر زنده گذاشته‌است. این سازمان در طی سال‌های بسیار از فعالیت‌های فرهنگی درون‌شهری، مهمانی‌ها و پروژه‌های رادیویی «هنر» را سازماندهی و حمایت کرده‌است.

## بیش‌تر بخوانید
- درک رسانه‌های جایگزین، اولگا گودس بیلی، بارت کامارتز، نیکو کارپنتیر،شابک ‎۰-۳۳۵-۲۲۲۱۰-۲